# Pandaros acanthifolium
Pandaros acanthifolium är en svampdjursart som beskrevs av Duchassaing och Giovanni Michelotti 1864. Pandaros acanthifolium ingår i släktet Pandaros och familjen Microcionidae.
Artens utbredningsområde är havet kring Brittiska Jungfruöarna. Inga underarter finns listade i Catalogue of Life.